# Sapieniec (Przytuły)
Sapieniec (niem. Karlsberg) – przysiółek wsi Przytuły w Polsce, w województwie warmińsko-mazurskim, w powiecie węgorzewskim, w gminie Pozezdrze. Leży nad jeziorem Piecek.
W latach 1975–1998 miejscowość należała administracyjnie do województwa suwalskiego.

## Nazwa
28 marca 1949 r. ustalono urzędową polską nazwę miejscowości – Sapieniec, określając drugi przypadek jako Sapieńca, a przymiotnik – sapieniecki.